# Oihane Hernández
Oihane Hernández Zurbano (Sopela, 4 maggio 2000) è una calciatrice spagnola di origini basche, difensore dell'Orlando Pride e della nazionale spagnola.

## Carriera

### Nazionale
Nel 2023 viene convocata per il vittorioso mondiale disputato in Australia e Nuova Zelanda, manifestazione in cui e scende in campo da subentrante anche nella finale, vinta 1-0 sull'Inghilterra.

## Statistiche

### Cronologia presenze e reti in nazionale
| Cronologia completa delle presenze e delle reti in nazionale ― Spagna | Cronologia completa delle presenze e delle reti in nazionale ― Spagna | Cronologia completa delle presenze e delle reti in nazionale ― Spagna | Cronologia completa delle presenze e delle reti in nazionale ― Spagna | Cronologia completa delle presenze e delle reti in nazionale ― Spagna | Cronologia completa delle presenze e delle reti in nazionale ― Spagna | Cronologia completa delle presenze e delle reti in nazionale ― Spagna | Cronologia completa delle presenze e delle reti in nazionale ― Spagna |
| Data                                                                  | Città                                                                 | In casa                                                               | Risultato                                                             | Ospiti                                                                | Competizione                                                          | Reti                                                                  | Note                                                                  |
| --------------------------------------------------------------------- | --------------------------------------------------------------------- | --------------------------------------------------------------------- | --------------------------------------------------------------------- | --------------------------------------------------------------------- | --------------------------------------------------------------------- | --------------------------------------------------------------------- | --------------------------------------------------------------------- |
| 2-9-2022                                                              | Las Rozas de Madrid                                                   | Spagna                                                                | 3 – 0                                                                 | Ungheria                                                              | Qual. Mondiali 2023                                                   | -                                                                     | 77’                                                                   |
| 6-9-2022                                                              | Madrid                                                                | Spagna                                                                | 5 – 0                                                                 | Ucraina                                                               | Qual. Mondiali 2023                                                   | -                                                                     | 46’                                                                   |
| 7-10-2022                                                             | Córdoba                                                               | Spagna                                                                | 1 – 1                                                                 | Svezia                                                                | Amichevole                                                            | -                                                                     |                                                                       |
| 12-10-2022                                                            | Pamplona                                                              | Spagna                                                                | 2 – 0                                                                 | Stati Uniti                                                           | Amichevole                                                            | -                                                                     |                                                                       |
| 11-11-2022                                                            | Badajoz                                                               | Spagna                                                                | 7 – 0                                                                 | Argentina                                                             | Amichevole                                                            | -                                                                     |                                                                       |
| 15-11-2022                                                            | Siviglia                                                              | Spagna                                                                | 1 – 0                                                                 | Giappone                                                              | Amichevole                                                            | -                                                                     | 46’                                                                   |
| 19-2-2023                                                             | Sydney                                                                | Australia                                                             | 3 – 2                                                                 | Spagna                                                                | Amichevole                                                            | -                                                                     | 46’                                                                   |
| 5-7-2023                                                              | Herning                                                               | Danimarca                                                             | 0 – 2                                                                 | Spagna                                                                | Amichevole                                                            | -                                                                     | 59’                                                                   |
| 21-7-2023                                                             | Wellington                                                            | Spagna                                                                | 3 – 0                                                                 | Costa Rica                                                            | Mondiali 2023 - 1º turno                                              | -                                                                     | 88’                                                                   |
| 26-7-2023                                                             | Auckland                                                              | Spagna                                                                | 5 – 0                                                                 | Zambia                                                                | Mondiali 2023 - 1º turno                                              | -                                                                     | 46’                                                                   |
| 31-7-2023                                                             | Wellington                                                            | Giappone                                                              | 4 – 0                                                                 | Spagna                                                                | Mondiali 2023 - 1º turno                                              | -                                                                     | 46’ 89’                                                               |
| 5-8-2023                                                              | Auckland                                                              | Svizzera                                                              | 1 – 5                                                                 | Spagna                                                                | Mondiali 2023 - Ottavi di finale                                      | -                                                                     |                                                                       |
| 11-8-2023                                                             | Wellington                                                            | Spagna                                                                | 2 – 1                                                                 | Paesi Bassi                                                           | Mondiali 2023 - Quarti di finale                                      | -                                                                     | 35’ 90+1’                                                             |
| 20-8-2023                                                             | Sydney                                                                | Spagna                                                                | 1 – 0                                                                 | Inghilterra                                                           | Mondiali 2023 - Finale                                                | -                                                                     | 60’                                                                   |
| 26-9-2023                                                             | Cordova                                                               | Spagna                                                                | 5 – 0                                                                 | Svizzera                                                              | UEFA Women's Nations League 2023-2024 - 1º turno                      | -                                                                     |                                                                       |
| 27-10-2023                                                            | Salerno                                                               | Italia                                                                | 0 – 1                                                                 | Spagna                                                                | UEFA Women's Nations League 2023-2024 - 1º turno                      | -                                                                     | 79’                                                                   |
| 31-10-2023                                                            | Zurigo                                                                | Svizzera                                                              | 1 – 7                                                                 | Spagna                                                                | UEFA Women's Nations League 2023-2024 - 1º turno                      | 1                                                                     | 77’                                                                   |
| 23-2-2024                                                             | Siviglia                                                              | Spagna                                                                | 3 – 0                                                                 | Paesi Bassi                                                           | UEFA Women's Nations League 2023-2024 - Semifinale                    | -                                                                     | 73’                                                                   |
| 28-2-2024                                                             | Siviglia                                                              | Spagna                                                                | 2 – 0                                                                 | Francia                                                               | UEFA Women's Nations League 2023-2024 - Finale                        | -                                                                     | 68’                                                                   |
| 31-5-2024                                                             | Vejle                                                                 | Danimarca                                                             | 0 – 2                                                                 | Spagna                                                                | Qual. Euro 2025                                                       | -                                                                     |                                                                       |
| 4-6-2024                                                              | Tenerife                                                              | Spagna                                                                | 3 – 2                                                                 | Danimarca                                                             | Qual. Euro 2025                                                       | -                                                                     | 59’                                                                   |
| 12-7-2024                                                             | Chomutov                                                              | Rep. Ceca                                                             | 2 – 1                                                                 | Spagna                                                                | Qual. Euro 2025                                                       | -                                                                     | 85’                                                                   |
| 16-7-2024                                                             | La Coruna                                                             | Spagna                                                                | 2 – 0                                                                 | Belgio                                                                | Qual. Euro 2025                                                       | -                                                                     | 61’                                                                   |
| 25-7-2024                                                             | Nantes                                                                | Spagna                                                                | 2 – 1                                                                 | Giappone                                                              | Olimpiadi 2024 - 1º turno                                             | -                                                                     | 60’                                                                   |
| 28-7-2024                                                             | Nantes                                                                | Spagna                                                                | 1 – 0                                                                 | Nigeria                                                               | Olimpiadi 2024 - 1º turno                                             | -                                                                     | 46’                                                                   |
| 6-8-2024                                                              | Marsiglia                                                             | Brasile                                                               | 4 – 2                                                                 | Spagna                                                                | Olimpiadi 2024 - Semifinale                                           | -                                                                     | 46’                                                                   |
| 9-8-2024                                                              | Décines-Charpieu                                                      | Spagna                                                                | 0 – 1                                                                 | Germania                                                              | Olimpiadi 2024 - Finale 3º posto                                      | -                                                                     | 72’                                                                   |
| Totale                                                                |                                                                       | Presenze                                                              | 27                                                                    |                                                                       | Reti                                                                  | 1                                                                     |                                                                       |

## Palmarès

### Nazionale
- Campionato d'Europa under 19: 1

Svizzera 2018
- Campionato mondiale: 1

2023
- UEFA Women's Nations League: 1

2023-2024